# EuroChallenge
Ne doit pas être confondu avec l'agence matrimoniale et l'affaire judiciaire associée.
Le FIBA EuroChallenge (anciennement FIBA Europe League de 2003 à 2005, FIBA EuroCup de 2005 à 2008 et FIBA EuroChallenge de 2008 à 2015) était la troisième compétition européenne de basket-ball masculin. La compétition était organisée par la FIBA Europe. Elle a été remplacée par la Coupe d'Europe FIBA en 2015.
Elle ne doit pas être confondue avec la désormais défunte EuroCup Challenge (2002-2007).

## Histoire

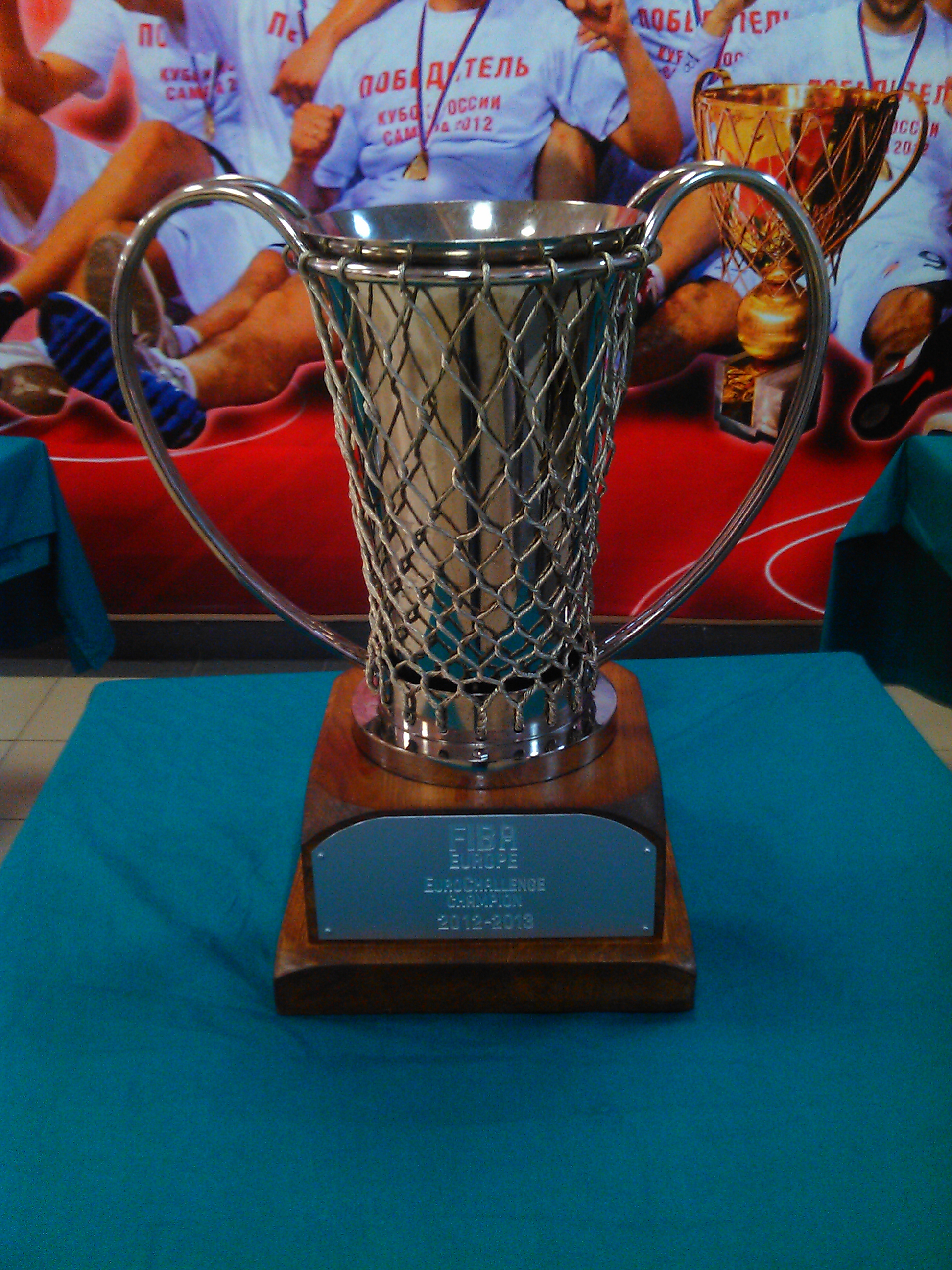
EuroChallenge 2013

La compétition est créée en 2003 par la FIBA Europe, à la suite de la défection des principaux clubs de basket-ball européens vis-à-vis de la Suproligue au profit de l'Euroligue organisée par l'ULEB (Union des Ligues Européennes de Basket-ball), les deux entités étant alors en conflit ouvert.
À l'origine attrayante pour des clubs de championnats européens majeurs (russe, grec), la compétition (sous la dénomination « FIBA Europe League ») affiche un niveau comparable à la Coupe ULEB (aujourd'hui EuroCoupe). Par la suite, son attractivité diminua et, depuis l'édition 2008-2009, l'épreuve est officiellement considérée comme la troisième compétition européenne des clubs, après l’Euroligue et l'EuroCoupe, toutes deux organisées par l'ULEB.
En 2005, et à la suite de l’unification du système général des compétitions entre la Fiba Europe et l'ULEB, l'épreuve prend le nom de « FIBA EuroCoupe » (anglais : FIBA EuroCup).
Elle devient l'« EuroChallenge » lors de la saison 2008-2009, la Coupe ULEB reprenant le nom « EuroCoupe ».
Le 3 août 2015, la FIBA annonce qu'elle lance une nouvelle ligue pour rivaliser avec l'EuroCoupe, organisée par l'ULEB. Cette nouvelle compétition, qui remplace l'EuroChallenge, peut accueillir jusqu'à cent équipes.

## Format de la compétition

### Qualifications
Les équipes sont qualifiées pour l'EuroChallenge soit directement par leur classement dans une compétition nationale (championnat, coupe), soit par le biais d'un tour préliminaire organisé en préambule de l'épreuve.
Lors de certaines éditions, certaines équipes sont qualifiées lors de leur élimination du tour préliminaire de l'EuroCoupe et reversées en EuroChallenge.

### Format actuel
La compétition est ouverte à cinquante-six équipes. Celles-ci sont réparties en quatorze groupes (A-N) de quatre équipes qui s'affrontent en matchs aller-retour au sein de chaque groupe. À l'issue des six matches de poule, les deux premières équipes de chaque groupe et les quatre meilleures troisièmes sont qualifiées pour la deuxième série de matches de poule appelée « Top 32 ».
Le Top 32 est composé de huit groupes (O-V) de quatre équipes qui s'affrontent sur le même modèle que la première série de poules.
Les deux premiers de chaque groupe sont qualifiés pour les playoffs.
Les vainqueurs du premier tour des playoffs, au meilleur des trois matches, passent en quarts de finale.
Les quatre équipes vainqueurs de leur quart de finale respectif, au meilleur des trois matches, se retrouvent ensuite pour un « Final Four » sur un terrain désigné à l'issue des quarts de finale, généralement dans l'enceinte d'un des demi-finalistes.
Les quatre demi-finalistes se disputent le titre dans un format de matches à élimination directe. Un match pour la troisième place est organisé en sus de la finale même.

### Anciens formats
FIBA Europe League (2003-2005)
La compétition inclut quatre groupes de sept ou huit équipes dont les quatre premiers sont qualifiés pour des huitièmes de finale se disputant au meilleur de trois matches (deux matches gagnants). Les quarts de finale se disputent sur le même modèle, suivis d'un Final Four.
FIBA EuroCoupe (2007-2008)
La compétition est précédée de deux tours préliminaires qui qualifient seize équipes. Celles-ci sont alors réparties en quatre groupes de quatre équipes dont les deux premiers sont qualifiés pour les quarts de finale. Les quarts se disputent au meilleur de trois matches suivis d'un Final Four.
FIBA EuroChallenge (2008-2015)
Trente-deux équipes débutent la compétition. Celles-ci sont alors réparties en huit groupes de quatre équipes dont les deux premiers sont qualifiés pour le Top 16. Les seize équipes sont réparties en quatre groupes de quatre équipes dont les deux premiers sont qualifiés pour les quarts de finale. Les quarts se disputent au meilleur de trois matches suivis d'un Final Four.

## Palmarès
| Année                             | Lieu du Final Four | Vainqueur                | Finaliste             | Score |
| Sous le nom de FIBA Europe League |                    |                          |                       |       |
| 2004                              | Kazan              | UNICS Kazan              | Maroussi Athènes      | 87-63 |
| 2005                              | İstanbul           | Dynamo Saint-Pétersbourg | BC Kiev               | 85-74 |
| Sous le nom de FIBA EuroCup       |                    |                          |                       |       |
| 2006                              | Kiev               | Joventut Badalona        | BC Khimki             | 88-63 |
| 2007                              | Gérone             | Akasvayu Girona          | Azovmach Marioupol    | 79-72 |
| 2008                              | Limassol           | Barons Rīga LMT          | Dexia Mons-Hainaut    | 63-62 |
| Sous le nom de FIBA EuroChallenge |                    |                          |                       |       |
| 2009                              | Bologne            | Virtus Bologne           | Cholet Basket         | 77-75 |
| 2010                              | Göttingen          | BG 74 Göttingen          | Krasnye Krylya Samara | 83-75 |
| 2011                              | Ostende            | KK Krka Novo Mesto       | BC Lokomotiv Kuban    | 83-77 |
| 2012                              | Debrecen           | Beşiktaş JK İstanbul     | ES chalonnais         | 91-86 |
| 2013                              | Izmir              | Krasnye Krylya Samara    | Pınar Karşıyaka İzmir | 77-76 |
| 2014                              | Bologne            | Pallacanestro Reggiana   | Triumph Lyubertsy     | 79-65 |
| 2015                              | Trabzon            | JSF Nanterre             | Trabzonspor           | 64-63 |

## Bilan par club et par pays
| Rang | Équipe                   | Titre(s) | Finaliste(s) | Années des titre(s) |
| ---- | ------------------------ | -------- | ------------ | ------------------- |
| 1    | Krasnye Krylya Samara    | 1        | 1            | 2013                |
| 2    | UNICS Kazan              | 1        | 0            | 2004                |
| -    | Dynamo Saint-Pétersbourg | 1        | 0            | 2005                |
| -    | DKV Joventut Badalona    | 1        | 0            | 2006                |
| -    | Akasvayu Girona          | 1        | 0            | 2007                |
| -    | Barons Rīga LMT          | 1        | 0            | 2008                |
| -    | Virtus Bologne           | 1        | 0            | 2009                |
| -    | BG 74 Göttingen          | 1        | 0            | 2010                |
| -    | KK Krka Novo Mesto       | 1        | 0            | 2011                |
| -    | Beşiktaş İstanbul        | 1        | 0            | 2012                |
| -    | Pallacanestro Reggiana   | 1        | 0            | 2014                |
| -    | Nanterre                 | 1        | 0            | 2015                |
| 12   | Maroussi Athènes         | 0        | 1            |                     |
| -    | BC Kiev                  | 0        | 1            |                     |
| -    | BC Khimki                | 0        | 1            |                     |
| -    | Azovmach Marioupol       | 0        | 1            |                     |
| -    | Dexia Mons-Hainaut       | 0        | 1            |                     |
| -    | Cholet Basket            | 0        | 1            |                     |
| -    | BC Lokomotiv Kuban       | 0        | 1            |                     |
| -    | ES chalonnais            | 0        | 1            |                     |
| -    | Pınar Karşıyaka İzmir    | 0        | 1            |                     |
| -    | Trabzonspor              | 0        | 1            |                     |
| -    | Triumph Lyubertsy        | 0        | 1            |                     |

| Rang | Pays      | Titres | Finalistes |
| ---- | --------- | ------ | ---------- |
| 1    | Russie    | 3      | 4          |
| 2    | Espagne   | 2      | 0          |
| -    | Italie    | 2      | 0          |
| 3    | France    | 1      | 2          |
| -    | Turquie   | 1      | 2          |
| 4    | Lettonie  | 1      | 0          |
| -    | Allemagne | 1      | 0          |
| -    | Slovénie  | 1      | 0          |
| 5    | Ukraine   | 0      | 2          |
| 6    | Grèce     | 0      | 1          |
| -    | Belgique  | 0      | 1          |

## MVP duFinal Four
| Année | Joueur            | Club                     |
| 2004  | Martin Müürsepp   | UNICS Kazan              |
| 2005  | Kelly McCarty     | Dynamo Saint-Pétersbourg |
| 2006  | Rudy Fernández    | Joventut Badalona        |
| 2007  | Ariel McDonald    | Akasvayu Girona          |
| 2008  | Giedrius Gustas   | Barons Rīga LMT          |
| 2009  | Keith Langford    | Virtus Bologne           |
| 2010  | Taylor Rochestie  | BG 74 Göttingen          |
| 2011  | Goran Ikonić      | KK Krka Novo Mesto       |
| 2012  | Pops Mensah-Bonsu | Beşiktaş İstanbul        |
| 2013  | Chester Simmons   | Krasnye Krylya Samara    |
| 2014  | Andrea Cinciarini | Pallacanestro Reggiana   |
| 2015  | Jamal Shuler      | JSF Nanterre             |

## Effectifs des équipes championnes
FIBA Europe League
FIBA EuroCoupe
FIBA EuroChallenge